# JFET
JFET  ou junção FET  é um transistor de efeito de campo que usa materiais portadores de carga colocados perpendicularmente e em contato direto com seu canal para que se possa controlar a passagem de corrente elétrica. Esses materiais podem ser do tipo P (dopado positivamente) ou do tipo N (dopado negativamente) dependendo da dopagem de seu canal, pois eles sempre serão o oposto. Com esses materiais colocados em contato direto com o canal, cria-se uma zona de depleção que é influenciada pelas tensões injetadas no Canal, fazendo com que elas se "abram" ou "fechem" mais, influenciando assim na resistência do canal do JFET.

## História do JFET
|                        |  |  |
| JFET's do tipos P e N. |  |  |

Esquema simplificado de um transistor de junção ao transistor de efeito de campo (JFET); S - Fonte, D - Dreno, G - Canal; 1. A carga espacial 2. Canal

O JFET foi previsto por Julius Lilienfeld em 1925 e em meados da década de 1930 a sua teoria da operação foi suficientemente conhecida para justificar uma patente. No entanto, não foi possível por muitos anos para fazer cristais dopados com precisão suficiente para mostrar o efeito. Em 1947, pesquisadores John Bardeen, Walter Houser Brattain, e William Shockley estavam tentando fazer um JFET quando descobriram a transistor ponto de contato. A primeira prática JFETs foram feitos muitos anos mais tarde, a despeito de sua concepção muito antes do transistor de junção. Até certo ponto, ela pode ser tratada como um híbrido de um MOSFET (metal–oxide–semiconductor field-effect transistor) e um BJT embora um IGBT assemelha-se mais das características híbridas.

## Modelo Matemático
A corrente de um JFET-N devido a uma pequena tensão VDS (isto é, na região linear óhmica) é dada pelo canal, sendo um material rectangular com condutividade elétrica dada {\displaystyle qN_{d}\mu _{n}}, temos:
{\displaystyle I_{D}={\frac {bW}{L}}qN_{d}\mu _{n}V_{DS}}
Onde
{\displaystyle I_{D}={\text{ Corrente entre a fonte e dreno }}}
{\displaystyle b={\text{ Espessura do canal para uma dada tensão no canal }}}
{\displaystyle W={\text{ Largura do canal }}}
{\displaystyle L={\text{ Comprimento do canal }}}
{\displaystyle q={\text{ Carga do elétron }}=1.6\cdot 10^{-19}~C}
{\displaystyle \mu _{n}={\text{  Mobilidade dos eléctrons}}}
{\displaystyle N_{d}={\text{ Concentração da dopagem do tipo n (doador) }}}
A corrente de dreno na região de saturação é muitas vezes uma aproximação em termos de polarização do canal e dada como:
{\displaystyle I_{DS}=I_{DSS}\left(1-{\frac {V_{GS}}{V_{P}}}\right)^{2}}
Onde
{\displaystyle I_{DSS}} é a corrente de saturação em tensão entre o canal e a fonte for zero.
Na região de saturação, a corrente do dreno do JFET é mais significativamente afectada pela tensão entre o canal e fonte e pouco afectada pela tensão entre dreno e fonte.
Se o canal de dopagem é uniforme, de tal modo que a espessura da região de depleção vai crescer proporcionalmente à raiz quadrada (o valor absoluto) da tensão entre o canal e fonte, em seguida, a espessura do canal {\displaystyle b} pode ser expressada em termos da espessura do canal {\displaystyle a} quando a tensão tende para zero, desta forma :
{\displaystyle b=a\left(1-{\sqrt {\frac {V_{GS}}{V_{P}}}}\right)}
Onde
{\displaystyle V_{P}} é a tensão pinch-off ou tensão de constrição, a tensão entre o canal e fonte, esta é a tensão a qual resulta no estrangulamento do canal, {\displaystyle V_{P}=V_{DS}}.
{\displaystyle a} é a espessura do canal devido a tensão entre o canal e fonte.
Em seguida, a corrente de dreno na região linear óhmica pode ser expressa como:
{\displaystyle I_{D}={\frac {bW}{L}}qN_{d}{{\mu }_{n}}V_{DS}={\frac {aW}{L}}qN_{d}{{\mu }_{n}}\left(1-{\sqrt {\frac {V_{GS}}{V_{P}}}}\right)V_{DS}}
ou (em termos de {\displaystyle I_{DSS}})
{\displaystyle I_{D}={\frac {2I_{DSS}}{V_{P}^{2}}}\left(V_{GS}-V_{P}-{\frac {V_{DS}}{2}}\right)V_{DS}}